# إدي أرنولد
ريتشارد إدوارد «إيدي» أرنولد (بالإنجليزية: Eddy Arnold)‏ (15 مايو 1918 – 8 مايو 2008) هو مغني كانتري أمريكي راحل استمرت مسيرته لستة عقود. وكان من رواد ما سمي موسيقى ناشفيل في أواخر الخمسينات، وتصدرت أغانيه قائمة بيلبورد أغاني الكانتري لما مجموعة 145 أسبوعا، أكثر من أي فنان آخر، كما دخلت 147 أغنية له على القائمة، وهو الثاني في هذا الرقم بعد جورج جونز. بيعت له أكثر من 85 مليون اسطوانة. وهو عضو في غراند أول أوبري (من عام 1943) وقاعة مشاهير موسيقى الكانتري (أدخل عام 1966)، وحل في المرتبة 22 على استبيان قائمة تلفزيون موسيقى الكانتري CMT في عام 2003 عن «أعظم 40 مغني كانتري».

## السنوات الأولى
ولد أرنولد في 15 مايو 1918 في مزرعة قرب هندرسون، تينيسي. كان والده مزارعا بالمواكرة، وكان يعزف الكمان، في حين عزفت والدته على الإيتار. توفي والد أرنولد عندما كان بعمر 11 سنة، مما اضطره إلى ترك المدرسة لفترة ليساعد العائلة في المزرعة. وأكسبه هذا لاحقا لقبه «فلاح تينيسي» Tennessee Plowboy. درس أرنولد في ثانوية بينسون في بينسون، تينيسي، حيث عزف الإيتار في المناسبات المدرسية. ترك أرنولد المدرسة قبل التخرج للمساعدة في الأعمال الزراعية، لكنه واصل العزف والغناء، وغالبا ما كان يأتي لمحطة الإذاعة على بغل وغيتاره معلق على ظهره. كما عمل بدوام جزئي كمساعد في مشرحة.
في عام 1934، قدم أرنولد ظهوره الموسيقي الأول على محطة WTJS-AM في جاكسون، تينيسي وهو بعمر السادسة عشرة، وحصل على وظيفة هناك خلال عام 1937. وكان يغني في الملاهي الليلية المحلية وكان مغنيا دائما في المحطة. تم التعاقد معه من قبل WMPS-AM في ممفيس، تينيسي خلال عام 1938، حيث كان أحد أكثر الفنانين شعبية في المحطة. وسرعان ما استقال واتجه إلى محطة KWK-AM في سانت لويس، ميسوري،  تلتها فترة قصيرة قضاها في محطة WHAS-AM في لويفيل، كنتاكي.
غنى أرنولد كفنان منفرد في غراند أول أوبري على محطة WSM-AM خلال العام 1943. وفي السنة التالية، وقع عقدا مع آر سي أيه فيكتور، ومع المدير كولونيل توم باركر، الذي أدار لاحقا مسيرة إلفيس بريسلي. لم تجذب أغاني أرنولد الأولى ذاك القدر من الانتباه،  ولكن أغنيته التالية، "Each Minute Seems a Million Years"، وصلت للمركز الخامس على قائمة بيلبورد لأغاني الكانتري في عام 1945. فبدأ أرنولد عشر سنوات من النجاح ولم يضاهيه فيها فنان آخر. ووصلت أغانيه المنفردة السبع والخمسون التالية إلى المراكز العشرة الأوائل، بما في ذلك 19 أغنية تصدرت قائمة أغاني الكانتري.
واصل أرنولد هيمنته على القوائم تحت إدارة باركر، حيث تصدرت أغانيه القوائم لما مجموعه 40 أسبوعا من أصل 52 في عام 1948. وأصبح مقدما لإحدى فقرات برنامج غراند أول أوبري وكذلك برنامج تشيكربورد جامبوري، وهو برنامج ظهيرة اشترك في تقديمه مع إرنست تاب والذي تم بثه من مسرح في ناشفيل. وزادت البرامج الإذاعية والمسجلة من شعبية أرنولد. استقال أرنولد من أوبري خلال عام 1948، وتم بث برنامجه هومتاون ريونيون لفترة وجيزة في ليالي السبت. ومثل في فيلمين لصالح شركة كولومبيا في عامي 1949 و1950، وهما فيلم Feudin’ Rhythm وفيلم Hoedown.
بدأ أرنولد العمل في التلفزيون في بداية الخمسينات، وقدم برنامجه الخاص. تم بث البرنامج الصيفي تباعا من قبل جميع شبكات التلفزيون الثلاث، ليحل محل برامج بيري كومو وداينا شور. وكان يغني أيضا كضيف وكمقدم ضيف على برنامج أوزارك جوبيلي على محطة ABC-TV بين عامي 1955-1960. كما قدم برنامج إدي أرنولد تايم بين عام 1955 و1957. وقدم برنامج توداي أون ذا فارم على محطة NBC-TV بين عامي 1960 و1961.
في عام 1955 طلب من كاتبة الأغاني سيندي ووكر أن تكتب له أغنية على أساس فكرة الحب بلا مقابل، وكان عنوانها «يو دونت نو مي». واشترك الاثنان في كتابة الأغنية.

## المسيرة الثانية: موسيقى ناشفيل
مع ظهور موسيقى الروك أند رول في الخمسينات، بدأت مبيعات أغاني أرنولد تتراجع، وإن كان هو وزميله في آر سي أيه فيكتور الفنان جيم ريفز يتمتعان بجمهور أكبر مع التيار السائد، الذي تغلب عليه الآلات الوترية. أزعج أرنولد العديدين في مؤسسات موسيقى الكانتري عندما سجل مع أوركسترا هوغو وينترهالتر في استوديوهات آر سي أيه في نيويورك. إلا أن هذا ساعد على توسيع قاعدته الجماهيرية خارج موسيقى الكانتري. عرف هذا النمط باسم «موسيقى ناشفيل». وخلال عام 1953، وقع خلاف بين أرنولد وتوم باركر، فقام أرنولد بإقالته. بين عامي 1954 و 1963، قام جون سيدا بإدارة عروض أرنولد. وفي عام 1964 تم استبدال سيدا بالمنتج جيري بورسيل.
بدأ أرنولد مسيرة ثانية ونشر موسيقاه إلى جمهور أكبر. في صيف عام 1965، تصدرت أغنيته What's He Doing in My World قائمة أغاني الكانتري، لتكون أول أغنية له تتصدر القائمة منذ عشر سنوات، وحقق النجاح بعد ستة أشهر بأغنية أصبحت من أشهر أغانيه وهي «ميك ذا ورلد غو أواي» ورافقه في التسجيل عازف البيانو فلويد كريمر مع فرقة أنيتا كير. ونتيجة لذلك، أصبح نجاح أرنولد عالميا.
قدمت أوركسترا بيل ووكر الخلفية الموسيقية لستة عشر أغنية ناجحة أخرى غناها أرنولد في أواخر الستينات. غنى أرنولد مع الأوركسترات السيمفونية في مدينة نيويورك ولاس فيغاس وهوليوود. وغنى في قاعة كارنيجي في حفلتين، وغنى في كوكونوت غروف في لاس فيغاس. وفي عام 1966، أدخل أرنولد في قاعة مشاهير موسيقى الكانتري، وكان وقتها بعمر 48 عاما ليكون أصغر فنان يحصل على هذا الشرف. وفي العام التالي نال أرنولد أول جائزة فنان العام من جمعية موسيقى الكانتري. وبعد عامين، أصدر أرنولد سيرة ذاتية بعنوان «الطريق طويل إلى مقاطعة تشيستر» (بالإنجليزية: It's A Long Way From Chester County)‏.
وبعد أن رحلة مع آر سي أيه فيكتور بدأت منذ عام 1944، غادر أرنولد إلى تسجيلات إم جي إم في عام 1973، حيث سجل أربعة ألبومات، والتي شملت عدة نجاحات في المراكز الأربعين الأوائل. عاد أرنولد إلى آر سي أيه في عام 1976.

## السنوات اللاحقة والوفاة
كان أرنولد شبه متقاعد خلال الثمانينات، ولكنه واصل تسجيل الأغاني. ومنحته أكاديمية موسيقى الكانتري جائزة الريادة في عام 1984. ولم يصدر ألبومه المقبل، وكان بعنوانه You Don't Miss A Thing، حتى عام 1991. وأقام أرنولد الجولات لسنوات أخرى. وبحلول عام 1992، كان قد باع ما يقرب من 85 مليون تسجيل، وتصدرت أغانيه القوائم لما مجموعه 145 أسبوعا، وأكثر من أي مطرب آخر.
في عام 1996، أصدرت آر سي أيه ألبوما يضم النجاحات الرئيسية لأرنولد منذ عام 1944 كجزء من سلسلتها 'الأعمال الأساسية'. تقاعد أرنولد من نشاطه الغنائي عندما كان بعمر 76 عاما، وإن ظل يقدم الوصلات الغنائية في بعض الأحيان. في 16 مايو عام 1998، بعد يوم واحد من عيد ميلاده الثمانين، أعلن تقاعده النهائي خلال حفل في فندق أورليانز في لاس فيغاس. وفي نفس العام، قامت الأكاديمية الوطنية للفنون والعلوم التسجيلية بإدخال أغنيته Make The World Go Away في قاعة جرامي للمشاهير. في عام 2000، حصل على الميدالية الوطنية للفنون. وفي عام 2005، تلقى أرنولد جائزة إنجازات الحياة من أكاديمية التسجيل،  وفي وقت لاحق من العام، أصدر آخر ألبوم له على آر سي أيه بعنوان After All These Years.
توفي أرنولد لأسباب طبيعية في 8 مايو 2008 في دار للرعاية في ناشفيل، قبل أسبوع واحد بالضبط من عيد ميلاده التسعين. أما زوجته، سالي غايهارت أرنولد، قد رحلت قبله شهرين، كان زواجهما قد استمر لست وستين عاما. وترك في الدنيا ابنه ريتشارد إدوارد أرنولد الابن، وابنته جوان أرنولد بولارد، وحفيدين (ميشيل بولارد وشانون بولارد الابن)، وأربعة من أبناء الأحفاد (كاتي بولارد، صوفي بولارد، روان بولارد، بن جونز).
وفي 31 مايو 2008، أصدرت آر سي أيه أغنية To Life كمنفردة من ألبوم After All These Years. ووصلت للمركز 49 في أول أسبوع لها على قائمة بيلبورد لأغاني الكانتري، لتكون أول أغنية أرنولد تدخل القائمة منذ 25 عاما وكان أكبر مغني سنا يدخل قوائم مجلة بيلبورد. كما سجل رقما قياسيا لأطول فترة بين أول وآخر أغنية على القائمة: 62 سنة و 11 شهرا (دخلت أغنية Each Minute Seems Like a Million Years القائمة يوم 30 يونيو 1945)، وبهذا امتدت مسيرة أرنولد لسبعة عقود.

## وصلات خارجية
- إدي أرنولد على موقع IMDb (الإنجليزية)
- إدي أرنولد على موقع ميوزك برينز (الإنجليزية)
- إدي أرنولد على موقع قاعدة بيانات برودواي على الإنترنت (الإنجليزية)
- إدي أرنولد على موقع إن إن دي بي (الإنجليزية)
- إدي أرنولد على موقع أول ميوزيك (الإنجليزية)
- إدي أرنولد على موقع ديسكوغز (الإنجليزية)
- إدي أرنولد على موقع قاعدة بيانات الفيلم (الإنجليزية)
- الموقع الرسمي
- Eddy Arnold at فايند اغريف
- The Times of London obituary
- Eddy Arnold at the Country Music Hall of Fame